# Xian de Zhouning
Le xian de Zhouning (周宁县 ; pinyin : Zhōuníng Xiàn) est un district administratif de la province du Fujian en Chine. Il est placé sous la juridiction de la ville-préfecture de Ningde.

## Démographie
La population du district était de 190 473 habitants en 1999.